# Le Monde de la musique
El Mundo de la música fue una revista en francés publicada de 1978 a 2009.
Fundada en 1978 por Le Monde y Télérama bajo la iniciativa de Jean-Michel Croissandeau, responsable de la diversificación editorial en el Mundo con Jacques Fauvet, entonces director del periódico de la calle de los italianos. La concepción del proyecto ─tratar toda la música, y no sólo la música clásica─ fue desarrollado en colaboración con Télérama, Francis Mayor era entonces el redactor jefe, con el apoyo de un comité de redacción compuesto de los periodistas de las publicaciones principales. Los primeros editores de la revista fueron Louis Dandrel y Anne Rey, Le Monde de la musique fue luego publicado por diversas empresas. La redacción recayó en Ana Rey, Jacques Drillon, François Pigeaud, Alain Lompech, Thierry Beauvert y Nathalie Krafft.
En 2009, la revista desapareció y su número de lectores fue asignado a Classica.
La revista calificaba las grabaciones siguiendo un sistema de estrellas en el que la calificación más alta era de cuatro estrellas. Unos pocos registros seleccionados recibían el símbolo CHOC.